# Forpus
Forpus is een geslacht van vogels uit de familie Psittacidae (papegaaien van Afrika en de Nieuwe Wereld).

## Soorten
Het geslacht kent de volgende soorten:
- Forpus coelestis  – Blauwe muspapegaai
- Forpus conspicillatus  – Gebrilde muspapegaai
- Forpus crassirostris  – Grootsnavelmuspapegaai
- Forpus cyanopygius  – Mexicaanse muspapegaai
- Forpus modestus  – Sclaters muspapegaai
- Forpus passerinus  – Groene muspapegaai
- Forpus spengeli  – Spengels muspapegaai
- Forpus xanthops  – Geelwangmuspapegaai
- Forpus xanthopterygius  – Spix' muspapegaai